# Zakaria Bakkali
Zakaria Bakkali, född 26 januari 1996, är en belgisk fotbollsspelare som spelar för marockanska IR Tanger. Han har även representerat Belgiens landslag. 

## Karriär
Bakkali är den yngste spelaren någonsin att göra ett hattrick i Eredivisie, vilket han gjorde vid en ålder av 17 år och 196 dagar. 
I juli 2015 värvades Bakkali av spanska Valencia, där han skrev på ett femårskontrakt. Den 14 juli 2017 lånades Bakkali ut till Deportivo La Coruña på ett låneavtal över säsongen 2017/2018.
Den 4 juli 2018 värvades Bakkali av belgiska Anderlecht, där han skrev på ett fyraårskontrakt. Den 1 februari 2021 lånades Bakkali ut till Beerschot på ett låneavtal över resten av säsongen 2020/2021.
Den 3 augusti 2022 värvades Bakkali av nederländska RKC Waalwijk, där han skrev på ett tvåårskontrakt. Efter att varit klubblös i ett halvår skrev Bakkali i januari 2025 på för marockanska IR Tanger.